# غاري كينيث
غاري كينيث (بالإنجليزية: Garry Kenneth)‏ (21 يونيو 1987 بدندي في المملكة المتحدة - ) هو لاعب كرة قدم بريطاني في مركز الدفاع. شارك مع منتخب اسكتلندا تحت 19 سنة لكرة القدم ومنتخب اسكتلندا تحت 20 سنة لكرة القدم ومنتخب اسكتلندا تحت 21 سنة لكرة القدم ومنتخب اسكتلندا لكرة القدم. أما مع النوادي، فقد لعب مع دندي يونايتد وكارنوستي بانمور ونادي بريتشين سيتي ونادي بريستول روفيرز ونادي سكونتو وSelkirk F.C. ‏ وAdamstown Rosebud FC ‏ وForfar United F.C. ‏ ونادي كاودينبيث لكرة القدم.

## وصلات خارجية
- غاري كينيث على موقع الاتحاد الدولي (مؤرشف)  (الإنجليزية)
- غاري كينيث على موقع قاعدة بيانات كرة القدم.إي يو (الإنجليزية)
- غاري كينيث على موقع ناشيونال فوتبول تيمز (الإنجليزية)
- غاري كينيث على موقع Soccerbase.com (لاعب) (الإنجليزية)
- غاري كينيث على موقع Soccerway.com (الإنجليزية)